# Талдыкино
Талды́кино — деревня в Дмитровском районе Орловской области России. Входит в состав Алешинского сельского поселения.

## География
Деревня находится в юго-западной части Орловской области, в лесостепной зоне, в пределах центральной части Среднерусской возвышенности, на берегах реки Юрковец, к северу от автодороги 54К-9, на расстоянии примерно 8 километров (по прямой) к юго-западу от города Дмитровска, административного центра района. Абсолютная высота — 192 метра над уровнем моря.

### Климат
Климат умеренно континентальный, с умеренно холодной продолжительной зимой и тёплым летом. Среднегодовая температура воздуха — 4,9 °C. Средняя температура воздуха самого холодного месяца (января) — −9,7 °C; самого тёплого месяца (июля) — 19 °C. Среднегодовое количество атмосферных осадков составляет 565 мм, из которых большая часть выпадает в тёплый период. Снежный покров держится в течение 126 дней.

### Часовой пояс
Деревня Талдыкино, как и вся Орловская область, находится в часовой зоне МСК (московское время). Смещение применяемого времени относительно UTC составляет +3:00.

## Население
| 1853 | 1866 | 1877 | 1897 | 1926  | 1979 | 2002 |
| ---- | ---- | ---- | ---- | ----- | ---- | ---- |
| 687  | ↗702 | ↗792 | ↗997 | ↗1226 | ↘265 | ↘119 |
| 2010 | 2011 |      |      |       |      |      |
| ↘61  | ↗115 |      |      |       |      |      |

### Половой состав
По данным Всероссийской переписи населения 2010 года в гендерной структуре населения мужчины составляли 32,8 %, женщины — соответственно 67,2 %.

### Национальный состав
Согласно результатам переписи 2002 года, в национальной структуре населения русские составляли 97 % из 119 чел.